# Svetlana Bolsjakova
Svetlana Bolsjakova (ryska: Светлана Большакова), född 14 oktober 1984 i Leningrad, Sovjetunionen, är en tidigare rysk nu belgisk trestegshoppare.
Bolsjakova tävlade för Ryssland fram till 13 november 2008, hon var som ryss 2:a på ungdoms-VM 2001, 3:a på JEM 2003, 2:a på U23-EM 2005 och rysk U23-mästare 2004. 
Bolsjakova gifte sig 26 augusti 2006 med den tidigare belgiska höjdhoppsmästaren Stijn Stroobants och fick belgiskt medborgarskap 13 juli 2008. Personliga rekordet på 14,55, som hon satte då hon vann brons vid EM i Barcelona 2010, är även belgiskt rekord. Det belgiska inomhusrekordet på 14,11 satte hon 2010, men har som ryss hoppat 14,28 år 2007.

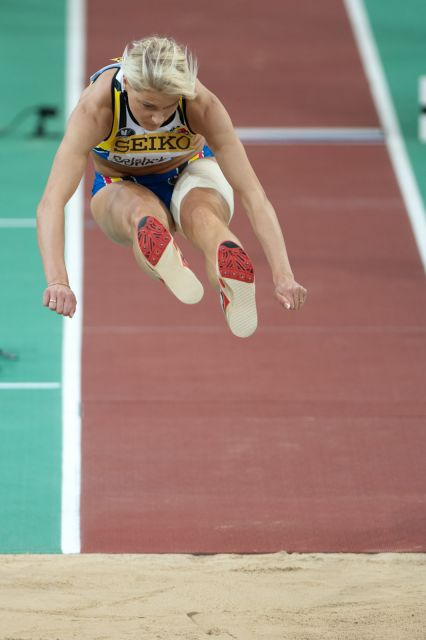
Svetlana Bolsjakova